# Утакмице фудбалске репрезентације Мађарске 1977.
| Домаћин | Гост |

Фудбалска репрезентација Мађарске је током 1977. године одиграла петнаест званичних утакмица. Ни у једној години до сада није одиграо толико мечева. Година је почела јужноамеричком турнејом: Перу, Мексико и Аргентина су били противници. Утакмица са Аргентином се памти из два разлога: Лајош Бароти је стоти пут као селектор предводио репрезентацију Мађарске, а противник је први пут видео 16-годишњег младог играча Дијега Марадону како излази на терен.
По завршетку јужноамерике турнеје репрезентација Мађарске је још играла у гостима у Ирану и Шпанији. Занимљивост меча у Аликантеу је да је Ласло Пустаи, који је ушао као замена у 59. минуту, првим додиром лопте постигао гол.
У квалификацијама за Светско првенство репрезентација Мађарске је имала само два противника у Европској групи 9. : Грчку и Совјетски Савез. После групне фазе квалификација су уследиле интерконтиненталне квалификације са Боливијом. После велике победе од 6 : 0 у Будимпешти, репрезентација Мађарске је могла да победи и у Ла Пазу, боливијској престоници која се налази на надморској висини од 3.600 метара.
Савезни селектор националног тима у овом периоду је био:
- Лајош Бароти

## Утакмице
| Перу                                 | 3 : 2 (2 : 1) | Мађарска                 |
| ------------------------------------ | ------------- | ------------------------ |
| Х.В. Веласкез 22’ 43’ · У. Сотил 80’ | Извештај      | 13’ Теречик · 85’ Кереки |

| Мексико     | 1 : 1 (1 : 1) | Мађарска    |
| ----------- | ------------- | ----------- |
| Ф. Солис 8’ | Извештај      | 36’ Теречик |

| Аргентина                         | 5 : 1 (4 : 0) | Мађарска    |
| --------------------------------- | ------------- | ----------- |
| Берони 11’ 19’ 44’ · Луке 37’ 47’ | Извештај      | 61’ Зомбори |

| Иран | 0 : 2 (0 : 1) | Мађарска                       |
| ---- | ------------- | ------------------------------ |
|      | Извештај      | 27’ (пен) Фазекаш · 81’ Њилаши |

| Шпанија     | 1 : 1 (0 : 0) | Мађарска   |
| ----------- | ------------- | ---------- |
| Хуанито 69’ | Извештај      | 59’ Пустаи |

| Мађарска       | 2 : 1 (1 : 0) | Пољска         |
| -------------- | ------------- | -------------- |
| Њилаши 39’ 75’ | Извештај      | 47’ А. Навалка |

| Мађарска               | 2 : 0 (1 : 0) | Чехословачка   |
| ---------------------- | ------------- | -------------- |
| Варади 42’ · Ковач 60’ | Извештај      | 47’ А. Навалка |

| Мађарска                | 2 : 1 (1 : 0) | Совјетски Савез |
| ----------------------- | ------------- | --------------- |
| Њилаши 44’ · Кереки 66’ | Извештај      | 89’ Д. Кипиани  |

| Совјетски Савез                    | 2 : 0 (2 : 0) | Мађарска |
| ---------------------------------- | ------------- | -------- |
| Л. Ј. Бурјак 6’ · Балинт 14’ (а.г) | Извештај      |          |

| Мађарска                              | 3 : 0 (2 : 0) | Грчка |
| ------------------------------------- | ------------- | ----- |
| Пустаи 13’ · Њилаши 15’ · Фазекаш 88’ | Извештај      |       |

| Мађарска                                                        | 4 : 3 (2 : 1) | Југославија                 |
| --------------------------------------------------------------- | ------------- | --------------------------- |
| Кереки 18’ · Теречик 43’ 68’ · Варади 54’ (Једанаестерац), пен’ | Извештај      | 44’ 83’ Сушић · 86’ Николић |

| Мађарска                              | 3 : 0 (2 : 0) | Шведска |
| ------------------------------------- | ------------- | ------- |
| Њилаши 18’ · Варади 36’ · Теречик 79’ | Извештај      |         |

| Мађарска                                                                      | 6 : 0 (5 : 0) | Боливија |
| ----------------------------------------------------------------------------- | ------------- | -------- |
| Њилаши 12’ · Теречик 19’ · Зомбори 21’ · Варади 27’ · Пинтер 40’ · Л. Нађ 81’ | Извештај      |          |

| [[Фудбалска репрезентација Чехословачке {{{altlink2}}}\|Чехословачка]] | 1 : 1 (0 : 0) | Мађарска  |
| ---------------------------------------------------------------------- | ------------- | --------- |
| Нехода 85’                                                             | Извештај      | 65’ Халас |

| Боливија                    | 2 : 3 (1 : 2) | Мађарска                                       |
| --------------------------- | ------------- | ---------------------------------------------- |
| К. Арагонес 45+2’ (пен) 94’ | Извештај      | 38’ Теречик · 43’ Халас · 82’ (аг) В. дел Љано |

## Голгетери у 1977.
| - Золтан Кереки - Тибор Њилаши - Иштван Халас |

## Извори и спољашње везе
- Dénes Tamás-Rochy Zoltán. A 700. után. Rochy és Társa. ISBN 963-04-7169-8.
- Rejtő László – Lukács László – Szepesi György: Felejthetetlen 90 percek. Budapest: Sportkiadó. 1977.  963-253-501-4
- Све утакмице репрезентације Мађарске
- Репрезентација Мађарске на фудбалској бази података
- Утакмице репрезентације Мађарске (1977)